# Sito nucleare di Marcoule

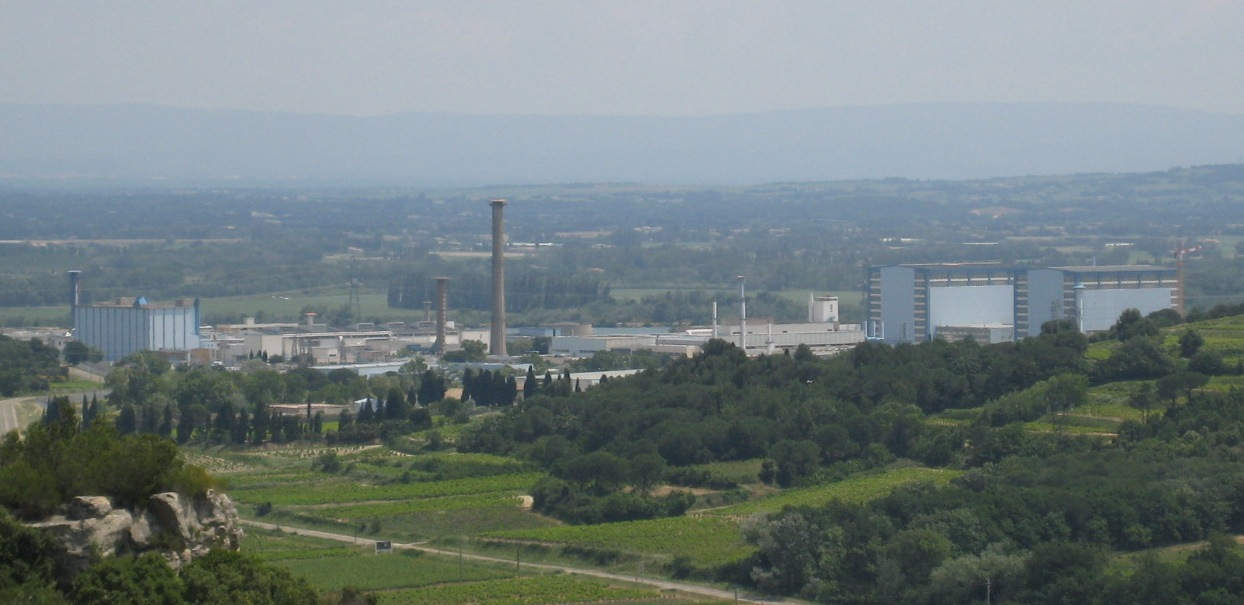
Veduta panoramica del sito di Marcoule nel 2009

Il sito nucleare di Marcoule è un importante sito nucleare francese – situato sul territorio dei comuni di Chusclan e Codolet (vicino a Bagnols-sur-Cèze nel Gard), sulla riva destra del Rodano – è uno dei 10 centri di ricerca del Commissariat à l'énergie atomique et aux énergies alternatives (CEA) e fu creato nel 1955.
Su questo sito nucleare sono state sviluppate le prime attività industriali e militari legate al plutonio in Francia, ma anche le prime produzioni civili di energia elettrica (reattori UNGG). Le ricerche riguardano anche il ciclo di vita del combustibile nucleare e i progetti di reattori nucleari. La fine vita di alcune installazioni nucleari, fa sì che il complesso sia interessato da cantieri di smantellamento di impianti e dal lancio di nuovi progetti.
Sul sito di Marcoule vi lavorano alcune migliaia persone, delle quali 1 500 sono dipendenti del CEA e 725 sono dipendenti di Orano (ex Areva).

## Installazioni nucleari

### Atalante
L'installazione nucleare di base (INB) n° 148 Atalante, creata nel 1989 nel centro CEA di Marcoule, raggruppa le attività di ricerca e di sviluppo in materia di ritrattamento del combustibile nucleare, di trattamento degli effluenti organisti, di studi sui rifiuti ad alta attività (HLW), di produzione e valorizzazione degli attinoidi.

### Centraco
L'installazione nucleare di base (INB) n° 160 Centraco, creata nel 1996 e messa in servizio nel 2008 e gestita dalla SOCODEI (filiale di EDF), ha come obiettivo di ordinare, decontaminare, valorizzare, trattare e condizionare i rifiuti e gli effluenti radioattivi.
Il 12 settembre 2011, in uno dei forni dell'installazione Centraco (che ha per obiettivo il trattamento e condizionamento di rifiuti radioattivi a bassa e bassissima attività sia per fusione che per incenerimento), si è verificata un'esplosione che ha provocato la morte di una persona e il ferimento di altre quattro, una delle quali in maniera grave. L'autorità di sicurezza nucleare francese ha fatto sapere che non ci sono state fuoriuscite di materiale radioattivo e l'evento – classificato come accident industriel e non accident nucléaire – è stato il 29 settembre classificato al livello 1 «anomalia» nella scala INES.

### Diadem
L'installazione Diadem del CEA in corso di costruzione sarà destinata allo stoccaggio dei rifiuti irradianti e di smantellamento (in particolare di Phénix) che non potranno essere stoccati nell'installazione CEDRA a Cadarache.

### Gammatec
L'installazione nucleare de base (INB) n° 170 Gammatec, creata en 2008 e gestita da Isotron France SAS, è uno ionizzatore che ha per obiettivo il trattamento, attraverso la ionizzazione dei materiali, di prodotti e materiali a fini industriali e di ricerca e sviluppo.

### Phénix
L'installazione nucleare de base (INB) n° 71 Phénix, situata sul centro CEA di Marcoule, era un reattore nucleare dimostrativo elettrogeno della filiera dei reattori nucleari veloci autofertilizzanti al sodio.

### Melox
L'installazione nucleare de base (INB) n° 151 MELOX è uno stabilimento di fabbricazione di combustibile nucleare gestito da Melox SA (filiale di Orano (ex Areva)); lo stabilimento Melox fu creato nel 1990 inizialmente per riciclare, nelle centrali elettronucleari dotate di reattori ad acqua pressurizzata, il plutonio che si forma nel cuore di questi reattori; lo stabilimento Melox, dopo l'arresto dell'ATPu, è diventato l'unico stabilimento in Francia di produzione di combustibile nucleare MOX.

## Altre installazioni nucleari

### Celestin
- Réacteur Celestin I : reattore nucleare ad acqua pesante militare (per la produzione di trizio e plutonio ad uso militare), operativo dal 1967 al 2009, in smantellamento.
- Réacteur Celestin II : reattore nucleare ad acqua pesante  militare (per la produzione di trizio e plutonio ad uso militare), operativo dal 1968 al 2009, in smantellamento.

### Centrale nucleare di Marcoule
- Réacteur G-1 : reattore nucleare UNGG, operativo dal 1956 al 1968, quasi completamente smantellato.
- Réacteur G-2 : reattore nucleare UNGG, operativo dal 1958 al 1980, in smantellamento.
- Réacteur G-3 : reattore nucleare UNGG, operativo dal 1959 al 1984, in smantellamento.

### Usine de plutonium n°1
- Usine d'extraction du plutonium de Marcoule (UP1) : impianto di estrazione del plutonio di Marcolule, in servizio dal 1958 al 1997, in smantellamento.